# Qafqafā
Qafqafā är en ort i Jordanien.   Den ligger i guvernementet Jerash, i den norra delen av landet, 40 km norr om huvudstaden Amman. Qafqafā ligger 1 002 meter över havet och antalet invånare är 4 402.
Terrängen runt Qafqafā är kuperad västerut, men österut är den platt. Qafqafā ligger uppe på en höjd som går i öst-västlig riktning. Runt Qafqafā är det tätbefolkat, med 369 invånare per kvadratkilometer. Närmaste större samhälle är ‘Ajlūn, 17,5 km väster om Qafqafā. Trakten runt Qafqafā består till största delen av jordbruksmark.